# TorrentFreak
TorrentFreak (abbreviato TF) è un blog attivo dal 12 novembre 2005 che pubblica notizie riguardo al mondo del filesharing, del peer-to-peer e di BitTorrent, fornendo informazioni anche sui procedimenti giudiziari in corso e sulle statistiche dei film e dei videogiochi più scaricati.
Distribuisce i contenuti con licenza Creative Commons Attribuzione e sostiene movimenti antiDRM.